# إمنهاوزن
ايمنهاوزن (بالألمانية: Immenhausen) هي بلدة، مدينة و بلدة ألمانية تقع في ألمانيا في كاسل. يقدر عدد سكانها بـ 7,242 نسمة .